# Lori McNeil
Lori McNeil (San Diego, Kalifornia, 1963. december 18. –) amerikai teniszezőnő. 1983-ban kezdte profi pályafutását, egy Grand Slam-tornán diadalmaskodott vegyes párosban, tíz egyéni és harminckét páros WTA-torna győztese.

## Év végi világranglista-helyezései
| Év       | 1987 | 1988 | 1989 | 1990 | 1991 | 1992 | 1993 | 1994 | 1995 | 1996 | 1997 | 1998 | 1999 |
| Helyezés | 11.  | 13.  | 37.  | 52.  | 19.  | 15.  | 25.  | 17.  | 34.  | 80.  | 305. | 91.  | 890. |